# 道の駅ながゆ温泉

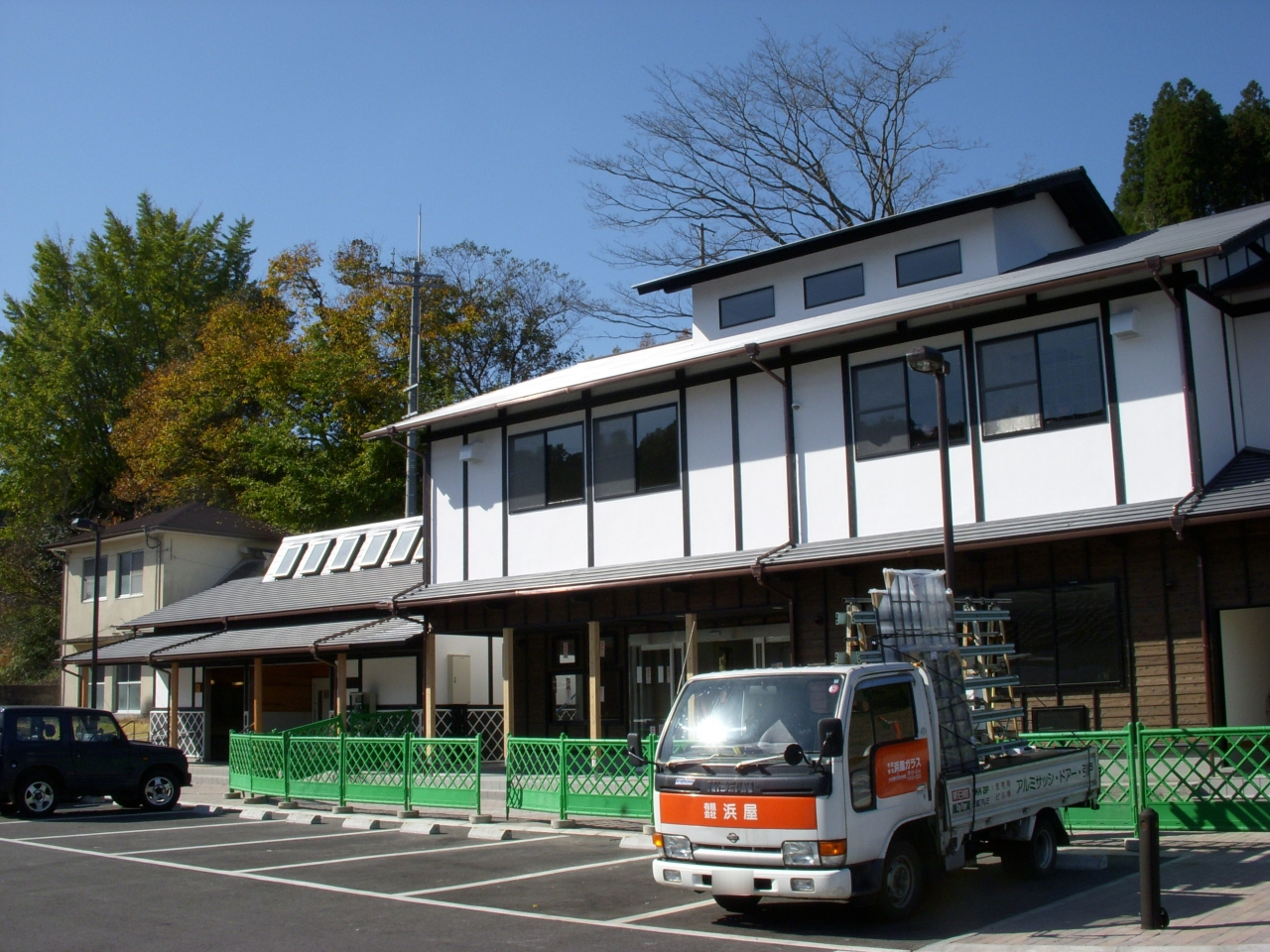
建設中の観光案内所および第二駐車場（2007年11月19日現在）

道の駅ながゆ温泉（みちのえき ながゆおんせん）は、大分県竹田市にある大分県道30号庄内久住線の道の駅である。長湯温泉郷とほぼ隣接した形態になっている。

## 施設
- 駐車場
  - 普通車：62台
  - 大型車：5台
  - 身障者用：3台
- トイレ（いずれも24時間利用可能）
  - 男：大 2器、小 5器
  - 女：5器
  - 身障者用：1器
- 公衆電話
- 公衆FAX
- 日帰り入浴施設「御前湯」（6:00 - 21:00）
- レストラン
- 情報コーナー
- 喫茶コーナー
- 売店

## 休館日
- 第3水曜日
- 年末年始

## アクセス
- 大分県道30号庄内久住線 - 登録路線
  - 大分県道209号朝地直入線

## 周辺
- 長湯温泉
- 長湯ダム
- 芹川
- 竹田市役所 直入総合支所